# 12 Pułk Piechoty Honwedu
12 Pułk Piechoty Honwedu (HonvIR 12, HIR.12) – pułk piechoty królewsko-węgierskiej Obrony Krajowej.  
Pułk został utworzony w 1886 roku. Okręg uzupełnień - Satu Mare (węg. Szatmárnémeti).
Kolory pułkowe: szary (niem. schiefergrau), guziki złote. Skład narodowościowy w 1914 roku 42% – Węgrzy, 40% – Słowacy, 10% – Rusini. 
Komenda pułku i I batalion stacjonowała w Satu Mare, II batalion w Syhocie Marmaroskim, natomiast III batalion w Carei.
W 1914 roku wszystkie bataliony walczyły na froncie wschodnim. Bataliony wchodziły w skład 40 Brygady Piechoty Honwedu należącej do 41 Dywizji Piechoty Honwedu, a ta z kolei do XIV Korpusu 3 Armii.

## Dowódcy pułku
- płk Martin Tahy von Tahvar (1914[3])